# دبليو. إي. كلايد تود
دبليو. إي. كلايد تود (بالإنجليزية: Walter Edmond Clyde Todd)‏ هو عالم طيور أمريكي، ولد في 6 سبتمبر 1874 في سميثفيلد في الولايات المتحدة، وتوفي في 25 يونيو 1969.